# مالين أكرمان
مالين أكرمان (بالسويدية: Malin Åkerman)‏ هي ممثلة سويدية (من مواليد 12 مايو 1978) في ستوكهولم. بدأت مسيرتها الفنية عام 1997. من أبرز الأعمال التي شاركت فيها صخرة الإعمار (فيلم).

## حياتها
ولدت مالين في ستوكهولم في السويد ابوها معلم تمارين رياضية انتقلت مالين مع عائلته إلى كندا في عمر السنتين ولكن رجعت إلى السويد مع ولدتها في سن الستة بعد انفصال ابويها

## الأعمال
- مسروق (فيلم)
- 27 فستانا
- هارولد وكومار يذهبان إلى مطعم القلعة البيضاء (فيلم)
- المراقبون (فيلم 2009)
- كيف قابلت أمكما
- أنتوراج (مسلسل)
- روك العصور
- الفتيات الأخيرات

## روابط خارجية
- مالين أكرمان على موقع IMDb (الإنجليزية)
- مالين أكرمان على موقع ميتاكريتيك (الإنجليزية)
- مالين أكرمان على موقع ميتاكريتيك (الإنجليزية)
- مالين أكرمان على موقع روتن توميتوز (الإنجليزية)
- مالين أكرمان على موقع قاعدة بيانات الأفلام العربية
- مالين أكرمان على موقع ألو سيني (الفرنسية)
- مالين أكرمان على موقع ميوزك برينز (الإنجليزية)
- مالين أكرمان على موقع تيرنر كلاسيك موفيز (الإنجليزية)
- مالين أكرمان على موقع أول موفي (الإنجليزية)
- مالين أكرمان على موقع قاعدة بيانات الأفلام السويدية (السويدية)